# Uvaria heterotricha
Uvaria heterotricha este o specie de plante angiosperme din genul Uvaria, familia Annonaceae, descrisă de François Pellegrin. Conform Catalogue of Life specia Uvaria heterotricha nu are subspecii cunoscute.